# Due vite (romanzo)
Due vite è un romanzo scritto da Emanuele Trevi, pubblicato nel 2020 e vincitore nel 2021 del Premio Strega. In precedenza, al libro è stato assegnato il Premio Cielo d'Alcamo "Rosa fresca aulentissima".
Al Premio Strega il libro è stato proposto da Francesco Piccolo.

## Trama
Nel 1983 ha inizio l'amicizia tra Emanuele Trevi e Rocco Carbone. Giunto a Roma, Carbone è uno studente di teoria della letteratura e Trevi, maggiore di soli due anni, comprende le peculiarità estremamente rare del nuovo amico: grande intransigenza, incrollabilità nel raggiungimento di obiettivi di studio e di pensiero. I due passano insieme ore preziose, per la qualità delle loro discussioni. Ai due, ben presto si aggrega Pia Pera, che risiede a Milano, ma è assai spesso nella capitale perché, grazie alla sua conoscenza della lingua e letteratura russa, ha già importanti incarichi editoriali o di accoglienza di personalità letterarie giunte in visita dall'Unione Sovietica. Pia, meno giovane e di carattere mite, si adopera perché Trevi e Carbone non passino il tempo a litigare: una serie di foto, scattate ora dall'uno, ora dall'altro, illumina sui loro incontri.
Trevi ha ravvisato nei due suoi amici le propensioni verso un certo sadismo (in Rocco) e verso il masochismo (in Pia), ma la sincera amicizia tra i due e l'assenza di attrazioni di tipo amoroso/sessuale hanno reso possibile il sereno scorrere del tempo trascorso insieme, senza che questi lati interferissero a disturbare i loro rapporti. Invece, con il passare degli anni, qualche incomprensione interviene tra i due giovani uomini, perché Trevi si trova spiazzato di fronte all'assolutezza delle scelte di Rocco, che arriva al punto di gettare l'occasione di una brillante carriera accademica, per rinchiudersi in se stesso e scrivere romanzi. Dal canto suo, Rocco vuole essere amato e non discusso: ben presto tra i due si apre una crepa che li porta a sentirsi sempre meno, e infine solo per messaggi augurali o di circostanza.
Negli anni '90, con il progressivo oscurarsi di Rocco, Trevi segue molto da vicino le vicende di Pia, divenuta una ricercata traduttrice dal russo di opere classiche: escono a breve distanza Evgenij Onegin di Puškin e Un eroe del nostro tempo di Lermontov e sono l'apice di una lunga, prestigiosa, preziosa serie di fatiche letterarie. Pia trascina Trevi alla leggerezza, mentre traduce Onegin, e a tutti gli altri registri richiesti di volta in volta. Arricchite da prefazioni uscite dalla penna di illustri letterati, le traduzioni di Pia arrivano ad assicurarsi anche la collaborazione dello stesso Trevi. Eppure un giorno Pia si sente dire che zoppica da un piede e per lei questo è l'inizio della SLA.
Intanto è arrivato il secolo XXI e Trevi comprende che non può continuare ad essere sfuggente nei rapporti con Rocco Carbone. Approfitta quindi dell'uscita di un libro dell'amico, che legge d'un fiato, e subito lo chiama. La ricongiunzione è tra le più felici: Rocco ha pubblicato romanzi con scansione regolare ogni tre anni e per vivere fa l'insegnante nella sezione femminile del carcere di Rebibbia, i suoi libri hanno trovato validi estimatori tra gli intellettuali. Tutte cose che Trevi sa benissimo, ma non ha più condiviso con quel suo carissimo amico dal carattere tanto granitico di fuori, quanto dentro è assetato di stima, oltre che di affetto. Riprendono le serate, le cene, i colloqui. Curiosamente, Rocco si sente più a suo agio con Chiara Gamberale, a quel tempo sposata con Trevi, e le apre il suo animo, senza che ciò porti a dissapori o conflittualità nel rinnovato sodalizio.
Tutto sembra avviato su un lungo, sereno binario, quando, la sera del 18 luglio 2008, Rocco telefona per declinare un invito a cena: si era scordato di un altro, precedente impegno. Sono queste le ultime parole che Trevi gli sente pronunciare. Avendo l'auto in riparazione, Rocco si è messo sul motorino ed è stato investito da un camion, morendo sul colpo. Agli amici restano parecchie eredità, tra le quali il libro che Rocco aveva appena finito di scrivere, ma che per una pubblicazione necessitava di una radicale revisione, impegno che Trevi si è accollato e ha condotto a termine con grande dedizione. Inoltre il gruppo di amici ha chiesto al comune di Roma di intitolare allo scomparso un albero, un ulivo, sul luogo che ha visto morire lo scrittore.
Da quella tragica sera del 2008 Pia Pera è riuscita a sopravvivere convivendo con la sua grave malattia, ritirandosi in un podere in Toscana e dedicandosi alla cura del giardino e dell'orto. Non che la progressiva paralisi le consentisse di lavorare all'infinito con le proprie mani, ma uno spirito indomito la portava a sperimentare fino al compiuto perfezionamento le idee botaniche che desiderava mettere in atto. E nei suoi libri scriveva pure di giardini. Arrivò a dare una sua traduzione de Il giardino segreto, identificando, nella storia della piccola e poco simpatica protagonista, il suo esplicito desiderio di un luogo appartato dove vivere e morire con dignità e riserbo. E a questo arrivò, spegnendosi nel 2016.

## Edizioni
- Emanuele Trevi, Due Vite, Vicenza, Neri Pozza, 2020, ISBN 978-88-545-2046-2.